# 10 groszy 1938
10 groszy 1938 – próbna moneta okresu złotowego II Rzeczypospolitej, będąca efektem poufnych przygotowań Mennicy Państwowej do realizacji nakazu przeprowadzenia specjalnej emisji monet, w celu zabezpieczenia obiegu pieniężnego, w związku ze spodziewanym wycofywaniem przez ludność monet srebrnych i niklowych, w przypadku nadchodzącej wojny.
Na monecie umieszczono napis PRÓBA. Moneta ma o 4 mm większą średnicę niż jej odpowiednik obiegowy z 1923 r.

## Rys historyczny
Pod koniec drugiego dziesięciolecia XXI w. wśród monet II Rzeczypospolitej znane są:
- dziesięcio-,
- dwudziesto- i
- pięćdziesięciogroszówki

z datą roczną 1938 – efekt przygotowań do zbliżającej się wojny. Dla wszystkich trzech groszowych nominałów niklowych opracowano projekty bite w brązie, w przypadku 50-groszówki również w żelazie i aluminium, będące powieleniem obiegowych wzorów Wojciecha Jastrzębowskiego, różniące się jedynie datą na awersie – 1938 zamiast 1923 oraz obecnością znaku mennicy. Do tej grupy zaliczana jest właśnie 10 groszówka 1938.
Cały proces prac nad nowymi monetami nie sprowadził się jedynie do zmiany daty z 1923 na 1938. W 1927 r. wprowadzono nowy wzór godła państwa opracowany przez Zygmunta Kamińskiego (Dz.U. z 1927 r. nr 115, poz. 980). W związku z tym został przygotowany przez Józefa Aumillera nowy projekt awersu z aktualnym godłem i umieszczoną datą roczną 1938. W ten sposób powstały wzory próbnych 20- i 50-groszówek – z nowym awersem i starym rewersem, z których tylko nominał 50 groszy wybito ostatecznie w ilościach obiegowych. W przypadku 50-groszówki powstał również w medalierni mennicy nowy, bardzo uproszczony wzór rewersu, co ostatecznie zakończyło się jedynie na próbnej 50-groszówce.
Z monet ze starym orłem (awersem Wojciecha Jastrzębowskiego) w drugim dziesięcioleciu XXI w. tylko 10-groszówka zaliczana jest do prób kolekcjonerskich, gdyż została wybita w znanym nakładzie – 100 sztuk. 20- i 50-groszówki ze starym orłem zalicza się do prób technologicznych, ponieważ ich nakłady są nieznane. Monety te rzadko pojawiają się w obrocie kolekcjonerskim i to pomimo faktu, że np. większy nominał bito nie tylko w brązie ale również w aluminium oraz żelazie, na krążkach zarówno o obiegowej jak i powiększonej średnicy.
Co do zasady obiegowe monety „wojenne” miały być bite w poniklowanym żelazie. W konsekwencji próby kolekcjonerskie 20- i 50-groszówek z awersem Józefa Aumillera (nowym orłem) i rewersami Wojciecha Jastrzębowskiego wybite są na takich krążkach.

## Awers
Na tej stronie pośrodku umieszczono godło – stylizowanego orła w koronie, dookoła w otoku napis: „RZECZPOSPOLITA POLSKA”, nad orłem rok: „♦ 1938 ♦”, pod łapą orła z prawej strony herb Kościesza – znak mennicy w Warszawie.
Rysunek awersu, poza datą i obecnością znaku mennicy, jest identyczny jak na monetach 10 groszy 1923.

## Rewers
Na tej stronie umieszczono duże cyfry nominału „10”, poniżej napis: „GROSZY”, a pod nim wygięty w lekkim łuku wypukły napis „PRÓBA”, całość otoczona ozdobnym wieńcem dębowym.
Rysunek rewersu jest identyczny jak na monecie 10 groszy 1923.

## Opis
Monetę wybito w brązie, z rantem gładkim, na krążku o średnicy 21,6 mm, zwiększonej o 4 mm w stosunku do monet obiegowych, masie 4,5 grama. Moneta nie jest notowana w obrocie kolekcjonerskim. Egzemplarz 10-groszówki 1938 znajduje się w kolekcji Muzeum Narodowego w Warszawie.

## Odmiany
Istnieją egzemplarze tej monety bite w mosiądzu, na krążku o masie 4,9 grama, w nieznanym nakładzie.